# 꿩의다리아과
꿩의다리아과(----亞科, 학명: Thalictroideae 탈릭트로이데아이[*])는 미나리아재비과의 아과이다. 매발톱꽃, 나도바람꽃, 만주바람꽃, 꿩의다리 등을 포함하고 있다. 과거에는 만주바람꽃아과(Isopyroideae Schrödinger)로 알려지기도 했으며, 아과 안에 만주바람꽃족(Isopyreae)을, 그리고 족 안에 다시 만주바람꽃아족(Isopyrinae)과 꿩의다리아족(Thalictrinae) 등 아족을 분류하기도 하였으나, 족과 아족은 더 이상 인정되지 않는다.

## 하위 분류
- 개구리발톱속(Semiaquilegia Makino)
- 꿩의다리속(Thalictrum Tourn. ex L.)
- 나도바람꽃속(Enemion Raf.)
- 만주바람꽃속(Isopyrum L.)
- 매발톱속(Aquilegia L.)
- 바디풀속(Leptopyrum Rchb.)
- Anemonella Spach
- Dichocarpum W.T.Wang & P.K.Hsiao
- Leucocoma Nieuwl.
- Paraquilegia J.R.Drumm. & Hutch.
- Urophysa Ulbr.

## 계통 분류
미나리아재비과의 계통 분류는 다음과 같다.
|  | 글라우키디움아과 |
|  |                  |
|  | 히드라스티스아과 |
|  |                  |

|  | 황련아과                                                          |
|  |                                                                   |
|  | \| \| 미나리아재비아과 \| \| \| \| \| \| 꿩의다리아과 \| \| \| \| |
|  |                                                                   |
|  | 미나리아재비아과                                                  |
|  |                                                                   |
|  | 꿩의다리아과                                                      |
|  |                                                                   |

|  | 미나리아재비아과 |
|  |                  |
|  | 꿩의다리아과     |
|  |                  |

|  | 글라우키디움아과 |
|  |                  |
|  | 히드라스티스아과 |
|  |                  |

|  | 황련아과                                                          |
|  |                                                                   |
|  | \| \| 미나리아재비아과 \| \| \| \| \| \| 꿩의다리아과 \| \| \| \| |
|  |                                                                   |
|  | 미나리아재비아과                                                  |
|  |                                                                   |
|  | 꿩의다리아과                                                      |
|  |                                                                   |

|  | 미나리아재비아과 |
|  |                  |
|  | 꿩의다리아과     |
|  |                  |